# Lundemarken (Holbæk)
Lundemarken er et beboelseskvarter i det centrale Holbæk. Det består af etageboliger i 3-5 etager, samt et kollegium på 8 etager. Området består af ejer- andels og almene boliger, samt en række beskyttede boliger.
|  | Denne artikel om lokaliteten Lundemarken (Holbæk) kan blive bedre, hvis der indsættes et (bedre) billede. Du kan hjælpe ved at afsøge Wikimedia Commons for et passende billede eller lægge et op på Wikimedia Commons med en af de tilladte licenser og indsætte det i artiklen. |

55°42′50″N 11°42′00″Ø / 55.714°N 11.7°Ø